# 绥宁县人民政府
26°35′21″N 110°09′46″E / 26.589194°N 110.162815°E
绥宁县人民政府（简称绥宁县政府）是中华人民共和国湖南省邵阳市绥宁县的行政管理机关。现任县长是夏贤钦，2021年7月上任。

## 沿革
1949年7月，中国人民解放军第十三兵团从湖北省经过湖南省西部往广西省（今广西壮族自治区）进军，10月10日，中国人民解放军第38军112师攻下绥宁县县城。湖南省临时政府、会同专区政府下达指示，11月1日，“绥宁县临时政府”成立，谭朋藻出任县长。1950年5月6日，“中华民族自救军”第三方面军第五纵队司令龙怀麟率领部队反攻，绥宁县临时政府迁移至中国人民解放军和绥宁人民自卫大队驻守的黄土坑。1950年10月20日，中国人民解放军136师驻扎绥宁县清除土匪，绥宁县临时政府撤销，同日，绥宁县人民政府成立。
1967年4月22日，绥宁县成立“绥宁县生产领导小组”，7月更名为“绥宁县抓革命促进生产指挥部”。湖南省革命委员会筹备小组批准，1968年9月19日，“绥宁县革命委员会”成立。
1980年12月，绥宁县人民政府恢复。

### 反腐败工作
2008年1月17日陈小松遭到刑事拘留。12月5日，邵阳市中级法院对陈小松受贿案作出一审公开宣判：以受贿罪判处陈小松有期徒刑10年，并处没收个人财产人民币20万元。

## 历任县长
| 姓名   | 就任日期   | 卸任日期   | 备注               |
| ------ | ---------- | ---------- | ------------------ |
| 谭朋藻 | 1949年11月 | 1950年10月 | [ 1 ]              |
| 史述   | 1950年10月 | 1952年10月 | [ 1 ]              |
| 高祥云 | 1952年11月 | 1953年6月  | [ 1 ]              |
| 高义兴 | 1953年7月  | 1955年4月  | [ 1 ]              |
| 刘月华 | 1955年4月  | 1960年6月  | 县人民委员会       |
| 段天耀 | 1960年12月 | 1968年8月  | 县人民委员会       |
| 王治国 | 1968年9月  | 1969年9月  | 县革命委员会军代表 |
| 郭连福 | 1969年9月  | 1973年7月  | 县革命委员会军代表 |
| 李金琢 | 1973年7月  | 1975年2月  | 县革命委员会       |
| 李祚艮 | 1975年3月  | 1980年12月 | 县革命委员会       |
| 钟成瑶 | 1980年12月 | 1983年12月 | [ 1 ]              |
| 陈庆善 | 1983年12月 | 1990年2月  | [ 1 ]              |
| 向绍健 | 1990年3月  | 1996年3月  | [ 1 ]              |
| 刘祖礼 | 1996年3月  | 2002年     | [ 1 ]              |
| 陈小松 | 2002年     | 2005年     | [ 5 ]              |
| 伍备战 | 2005年4月  | 2008年6月  | [ 6 ]              |
| 罗建南 | 2008年6月  | 2012年4月  | [ 7 ]              |
| 罗玉梅 | 2012年5月  | 2021年8月  | [ 8 ]              |
| 夏贤钦 | 2021年7月  |            | [ 9 ]              |